# Pesäsaaret
Pesäsaaret är en liten ögrupp i Finland. Den ligger i sjön Suontee och i kommunen Joutsa i den ekonomiska regionen  Joutsa  och landskapet Mellersta Finland, i den södra delen av landet, 180 km nordost om huvudstaden Helsingfors. Öns största längd är 1,1 kilometer i nord-sydlig riktning. Notera att namnet antyder att det är fråga om flera öar. Den är naturskyddsområde.